# パソコンウォーズISAMI
『パソコンウォーズISAMI』(-いさみ)は、1982年に公開されたサルボウ・カンパニー製作による日本映画である。16ミリ。

## 概要
大手映画会社の不振・企画の貧困などにより、当時大きく台頭してきた独立プロダクション制作の一本で、自主映画などで一部に知られた、橋本以蔵の第一回監督作品である。タウン・シネマを自称した世田谷のサルボウ・カンパニー製作。16ミリながら1982年8月12日から東京東池袋文芸座「ル・ピリエ」で『ISAMI』として単館上映され、同年9月25日から世田谷下北沢のアートスポット「風」での上映を経て、全国一般公開された。一般公開に際し、タイトルを『パソコンウォーズ ISAMI』と改めた。出演者を全員10代半ばの若者でかため、当時出はじめだった8ビットパソコンや、流行しつつあったローラースケートを物語の中に取り入れ、無人の都会の風景などを巧みに使い、低予算ながら、近未来的な世界を醸し出している。アクションはJACが全面協力。

## 物語
過剰な管理社会となった近未来にて、ローティーン・ギャングたちは活気にあふれていた。Bエリアの圧倒的な組織である「ソルティジェッツ」率いる「ジェッツ連合」に対抗するAエリアの組織「フライングポップコーン」のリーダー・キクオと仲間は、ジェッツのサブリーダー格であるショウコに戦いの末チームバッジを奪われ、引退を余儀なくされる。その上アジトから組織の象徴であるチームプレートをも奪われ、完全に意気消沈する中、ポップコーンのサブリーダーであるイサミが敢然と立ち上がり、単身敵地であるBエリアのジェッツ本拠地に侵入する。自らのチームプレートが破壊されたことを知ったイサミは逆上、ジェッツのチームプレートを奪い、同時に隠されていたカセットテープをも入手し逃走するが、ショウコにチームプレートは奪い返されてしまう。Aエリアへ急ぐ最中にイサミの仲間となった3人の少年少女のうち、チヨとデクがジェッツの手に落ち人質となる。なんとか持ち帰ったカセットテープを、イサミの相棒でメカニックのシロウが解析するが、表向きはゲームデータであったそのテープの裏には、ジェッツのリーダー・タツオとブレーンのヒロシらがショウコ達には無断で、ギャング達の世界では裏切り行為とされている『犯罪組織「マラケシュアロー」へジェッツ連合を売り渡す』という密約の内容が録音されていた。タツオからチヨ達とテープとの交換を要求されたイサミは、再びジェッツ連合が仕切るBエリアへ向かう。

## スタッフ
- プロデュース：伊藤公洋
- 監督・脚本：橋本以蔵
- 撮影：佐々木原保志
- 照明：水野研一

## キャスト
- イサミ：坂井徹
主人公で、父親と二人暮らし。Aエリアの組織「フライングポップコーン」のサブリーダー。ショウコから「はねっかえり」と言われるほど血の気が多く、非常に短気で無鉄砲だが情は厚く
運動神経は抜群。キクオ達が抜けても組織を存続させることを宣言し、シロウが製作したロッド状の武器で戦う。
- ショウコ：矢島由紀
Bエリアを仕切る「ソルティジェッツ」のサブリーダー格。チームの紅一点ながら多くの手下を従え常に最前線で指揮を執るなど、カリスマ性が高く男勝り。格闘技とボーラ状の武器で戦う。
密約の内容は知らされておらず、内容が録音されたテープを奪われたタツオの態度に不信感を抱くようになる。チヨの女性らしさを内心羨ましく思っている。
- チヨ：生田智子
中学生。わけあってデクとチビの血縁ではないが、母親代わりを務めている。2人の母親に会いに行くためBエリアにいたところ、イサミと出会いギャング達の争いに巻き込まれる。優しく正義感が強い。
誘拐されても動じないなど、気丈な一面も。イサミと意見を対立させつつも淡い想いを抱くようになる。
- デク：岡部純
チビの兄で小学生。ちょっと太り気味で気が弱い。母親からもらったクマのぬいぐるみをいつも抱えている。
- チビ：佐藤康晶
デクの弟で同じく小学生。小柄で口が立つ。チヨのことを慕っている。
- シロウ：金子英明
イサミの相棒で「フライングポップコーン」のメカニック。イサミとは対照的に常に冷静で頭脳明晰。直接戦闘に参加することはないが、パソコンを駆使してテープ解析やイサミの武器製作を行っている。
- キクオ：豊原功補
「フライングポップコーン」のリーダー。冒頭ショウコとの激闘の末自らのチームバッジを奪われる。バッジを奪われた者は、強制的にギャングの世界から退くことが掟となっており
イサミにショウコを警戒するよう助言した後、姿を消した。
- タツオ：神谷政浩
「ソルティジェッツ」のリーダーだが、リーダーシップも戦闘能力も決して高くない。ショウコにはやたらリーダーぶる反面、代議士の息子であるブレーンのヒロシには頭が上がらない。
犯罪組織マラケシュアローと接触、自らの組織を売り渡すといった密約をヒロシと共に結んでいる。